# Vaso de Caylus
El vaso de Caylus es un vaso de alabastro dedicado al rey aqueménida Jerjes I en jeroglífico egipcio y cuneiforme persa antiguo. Fue el elemento clave para confirmar el desciframiento de la escritura cuneiforme persa antigua por Grotefend, a través de la lectura de la parte jeroglífica por Champollion en 1823. También confirmó la antigüedad de los jeroglíficos fonéticos anteriores a la época de Alejandro Magno, corroborando así el desciframiento fonético de los nombres de los antiguos faraones egipcios. El vaso recibió su nombre de Anne Claude de Tubières, conde de Caylus, una de las primeras coleccionistas francesas, que lo había adquirido en el siglo XVIII, entre 1752 y 1765. Ahora se encuentra en el Cabinet des Médailles, París (inv. 65.4695).

## Descripción
El vaso está realizado en alabastro, con una altura de 29,2 cm y un diámetro de 16 cm. Desde su descubrimiento se han encontrado varios vasos similares, probablemente fabricados en Egipto en nombre de Jerjes I, como la Vaso de Jerjes I, hallado en las ruinas del mausoleo de Halicarnaso.

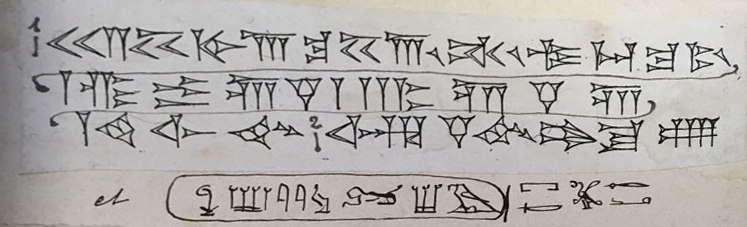
La inscripción cuatrilingüe del vaso (transcripción de Georges Albert Legrain).

El vaso tiene una inscripción en cuatro idiomas, en persa antiguo, babilónico y cuneiforme elamita, y en jeroglíficos egipcios. Las tres inscripciones tienen el mismo significado "Xerxes : El Gran Rey". La inscripción cuneiforme en persa antiguo en particular, ocupa el primer lugar en la serie de idiomas y dice:

𐎧𐏁𐎹𐎠𐎼𐏁𐎠 𐏐 𐏋 𐏐 𐎺𐏀𐎼𐎣

( Xšayāršā : XŠ : vazraka)

"Xerxes : El Gran Rey."

La línea en jeroglífico egipcio tiene el mismo significado y utiliza críticamente el cartucho para el nombre de Jerjes.
El vaso permaneció sin descifrar durante mucho tiempo después de su adquisición por Caylus, pero Caylus ya había anunciado en 1762, en su publicación del vaso, que la inscripción combinaba la escritura egipcia con la escritura cuneiforme que se encuentra en los monumentos de Persépolis. Tras la muerte de Caylus en 1765, el vaso se entregó a la colección Cabinet des Médailles en París.

## Contribución al descifrado de la escritura cuneiforme

### Hipótesis de Grotefend (1802-1815)
Los primeros intentos de descifrar el cuneiforme persa antiguo fueron realizados por Münter y Grotefend solo por conjeturas, utilizando inscripciones cuneiformes aqueménidas encontradas en Persépolis. En 1802, Friedrich Münter se dio cuenta de que los grupos recurrentes de caracteres debían ser la palabra para "rey" (𐎧𐏁𐎠𐎹𐎰𐎡𐎹, ahora se sabe que se pronuncia xšāyaθiya). Georg Friedrich Grotefend amplió este trabajo al darse cuenta de que el nombre de un rey suele ir seguido de "gran rey, rey de reyes" y el nombre del padre del rey. Esto, relacionado con la cronología conocida de los aqueménidas y los tamaños relativos de cada nombre real, permitió a Grotefend descifrar los caracteres cuneiformes que forman parte de Darío, el padre de Darío, Hystaspes, y el hijo de Darío, Jerjes. La contribución de Grotefend al persa antiguo es única en el sentido de que no tuvo comparaciones entre el persa antiguo y los idiomas conocidos, a diferencia del desciframiento de los jeroglíficos egipcios y la piedra de Rosetta. Todos sus desciframientos se realizaron comparando los textos con la historia conocida.
Grotefend presentó sus deducciones en 1802, pero fueron rechazadas por la comunidad académica y se les negó la publicación. Grotefend ha propuesto una lectura de las inscripciones cuneiformes del vaso de Caylus desde 1805, traduciéndolas con bastante precisión como "Xerxes rex fortis" ("Jerjes, el Rey Fuerte", aunque en realidad es "Jerjes, el Gran Rey"). Él fue el primero en hacer esta sugerencia.

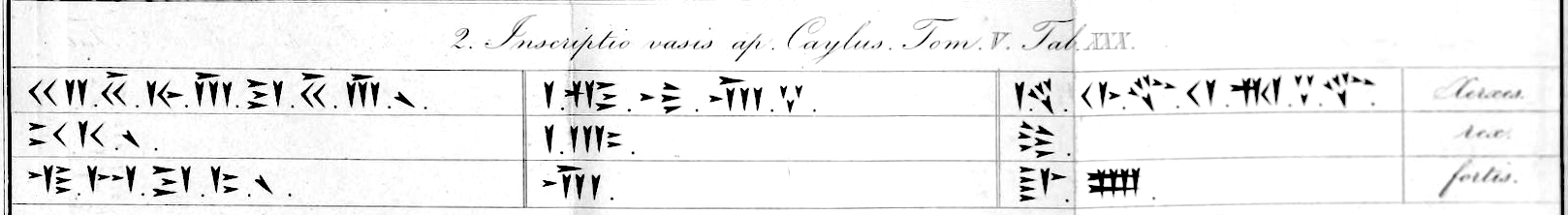

### Desciframiento y confirmación de Champollion (1823)

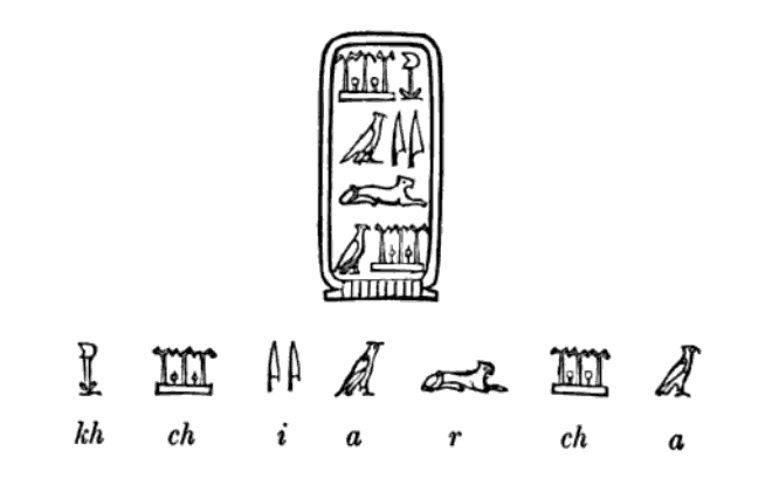
Lectura de "Xerxes" en el vaso de Caylus por Champollion, confirmando la hipótesis de Grotefend.

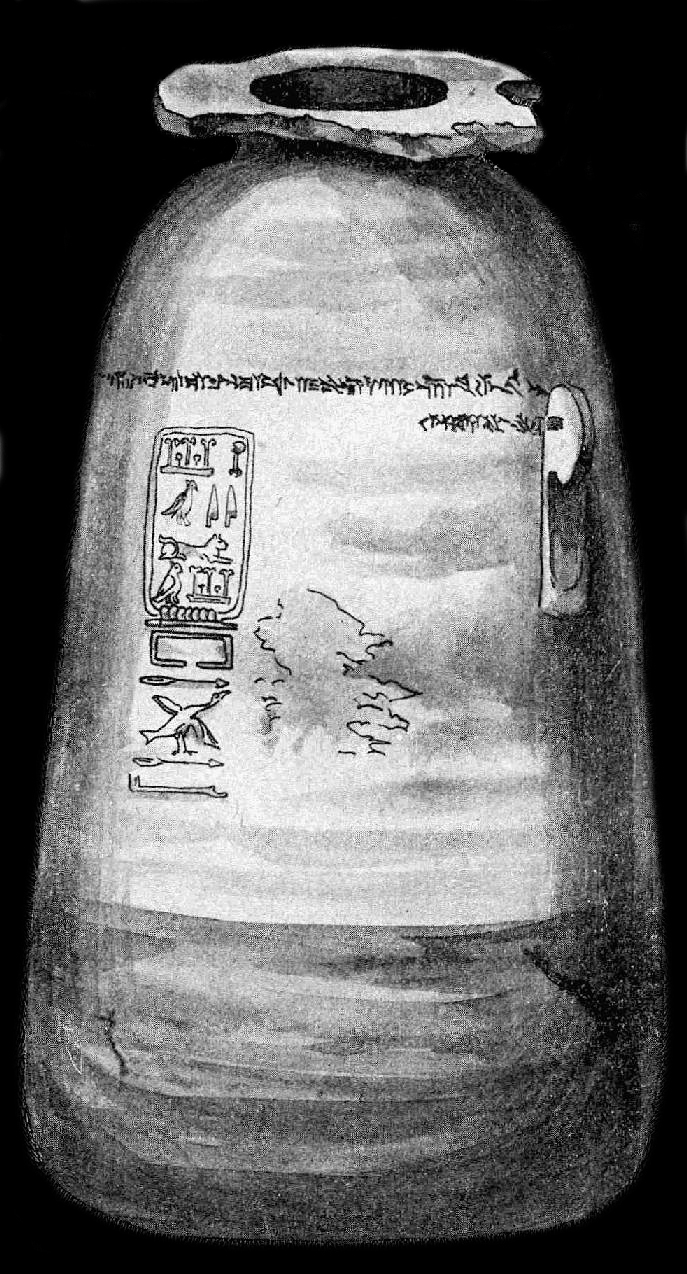
El vaso, en un grabado de 1905.

Recién en 1823 se confirmó el descubrimiento de Grotefend, cuando Jean-François Champollion, que acababa de descifrar los jeroglíficos, tuvo la idea de intentar descifrar la inscripción jeroglífica-cuneiforme cuatrilingüe de un famoso vaso de alabastro del Gabinete des Médailles, el "vaso de Caylus". La inscripción egipcia en el vaso resultó ser el nombre del rey Jerjes I, y el orientalista Antoine-Jean Saint-Martin, que acompañaba a Champollion, pudo confirmar que las palabras correspondientes en escritura cuneiforme ( 𐎧𐏁𐎹𐎠𐎼𐏁𐎠 𐏐 𐏋 𐏐 𐎺𐏀𐎼𐎣, Xšayāršā : XS : vazraka, "Jerjes : el Gran Rey") estaban usando las palabras que Grotefend había identificado como "rey" y "Xerxes" a través de conjeturas. Los hallazgos fueron publicados por AJ Saint-Martin en Extrait d'un mémoire relatif aux antiques inscriptions de Persépolis lu à l'Académie des Inscriptions et Belles Lettres. Saint-Martin intentó definir un alfabeto cuneiforme persa antiguo, del cual 10 letras eran correctas, sobre un total de 39 signos que había identificado.

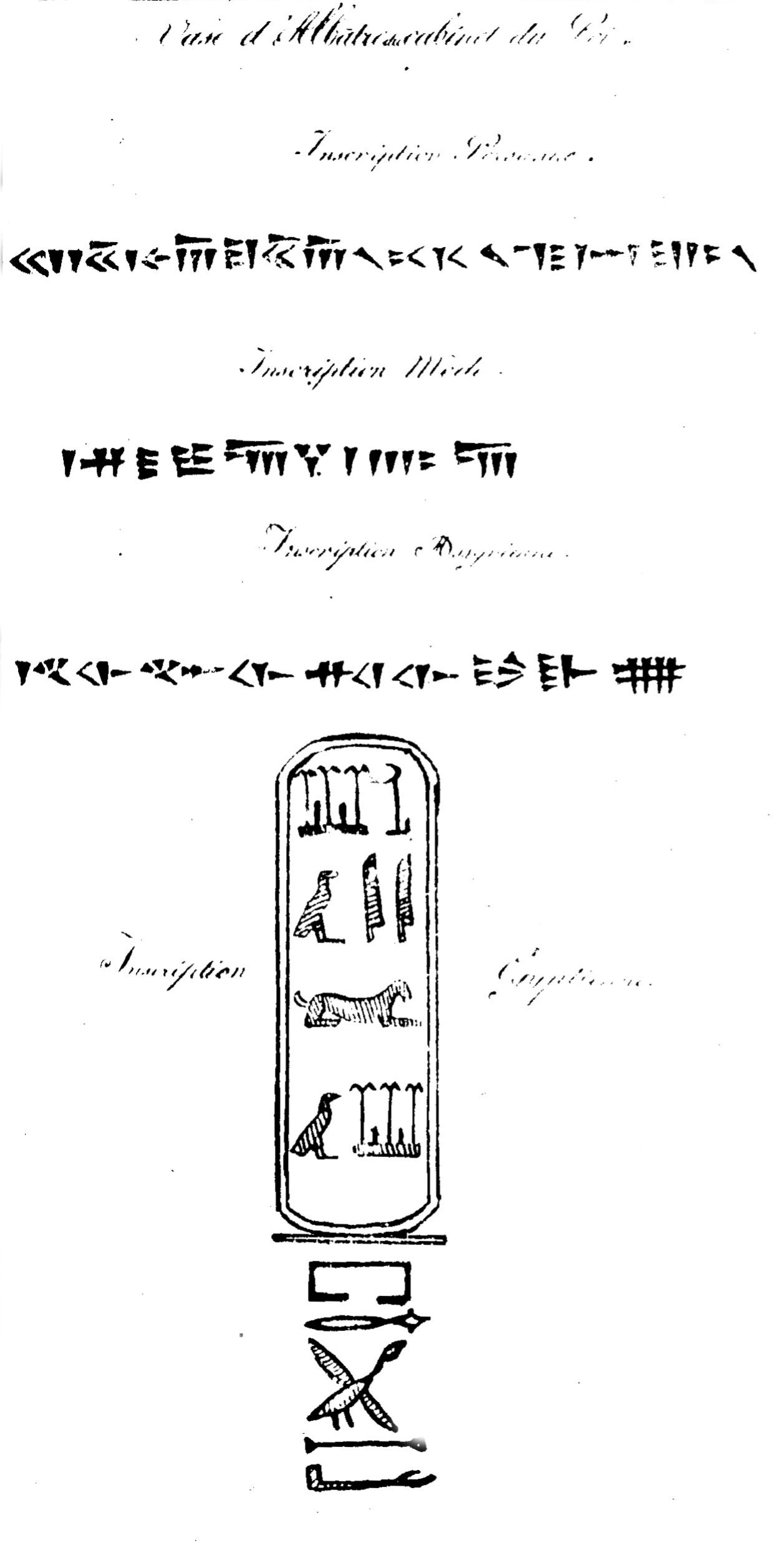
Vaso de Caylus, transcripción de Saint-Martin en 1823.
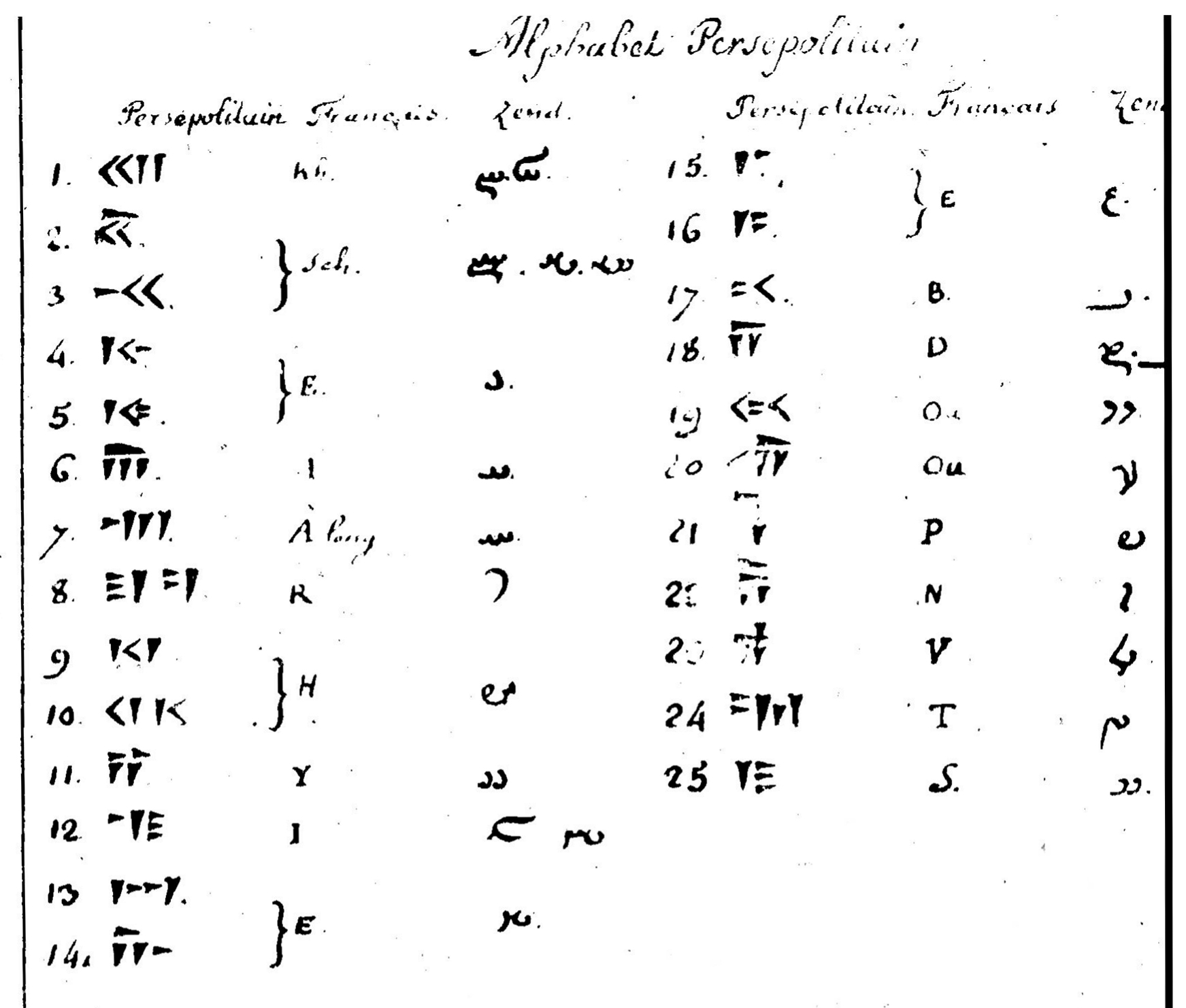
Alfabeto persepolitano de Saint-Martin, 1823.
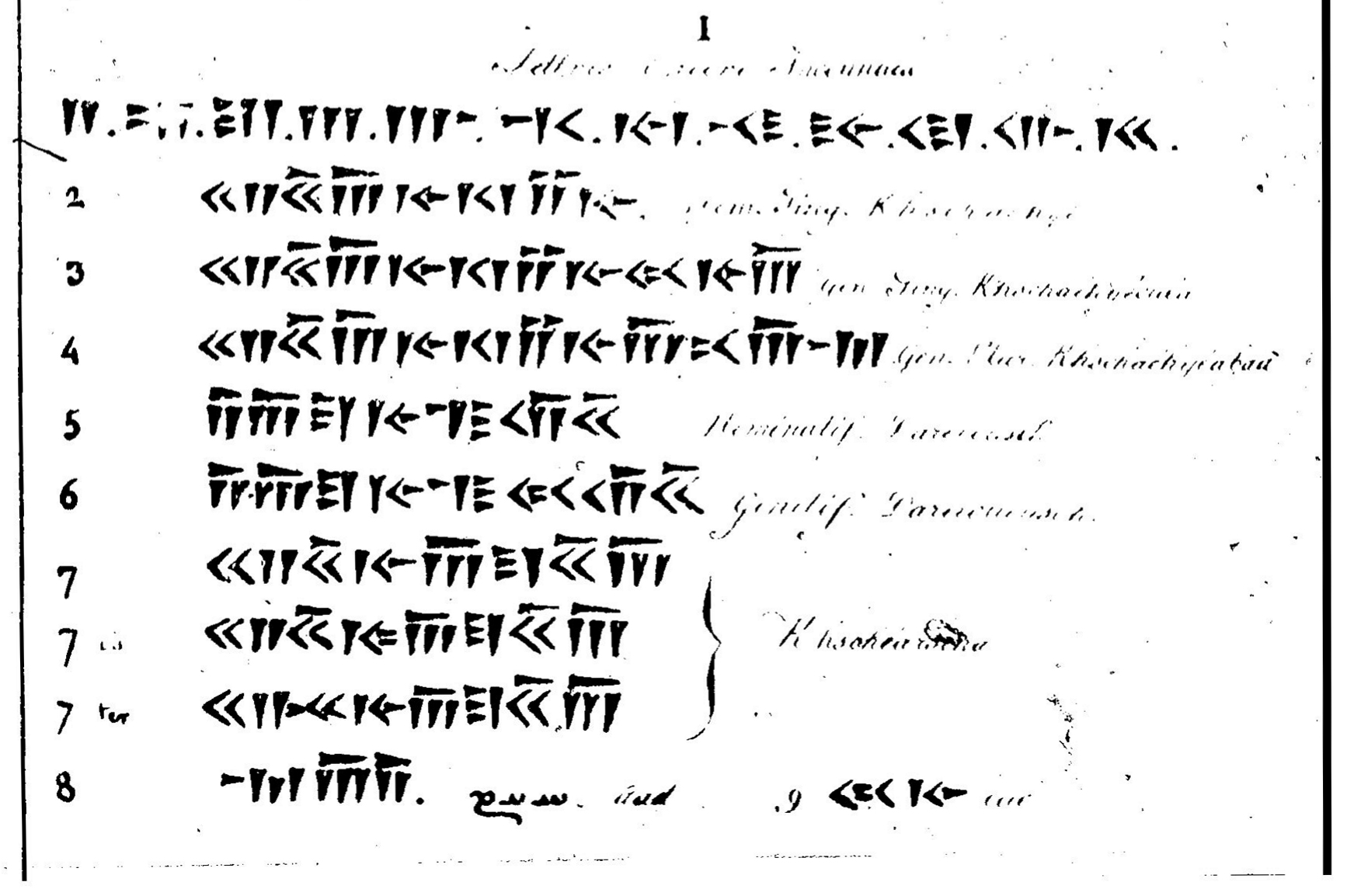
Traducción cuneiforme persa antigua de Saint-Martin, 1823.

El vaso de Caylus fue clave para confirmar la validez de los primeros desciframientos de la escritura cuneiforme persa antigua y abrió la puerta al desciframiento posterior de todas las inscripciones cuneiformes que se remontan a las más antiguas inscripciones acadias y sumerias. En efecto, el desciframiento de los jeroglíficos egipcios fue decisivo para confirmar los primeros pasos del desciframiento de la escritura cuneiforme.
Se hicieron más avances en el trabajo de Grotefend y en 1847, la mayoría de los símbolos se identificaron correctamente. El desciframiento de la escritura cuneiforme persa antigua fue el comienzo del desciframiento de todas las demás escrituras cuneiformes, ya que se obtuvieron varias inscripciones multilingües entre las diversas escrituras cuneiformes a partir de descubrimientos arqueológicos. El desciframiento del persa antiguo fue notablemente útil para el desciframiento del elamita, el babilónico y, en última instancia, el acadio (predecesor del babilónico), a través de la inscripción multilingüe de Behistun.

### Confirmación de la antigüedad de los jeroglíficos fonéticos

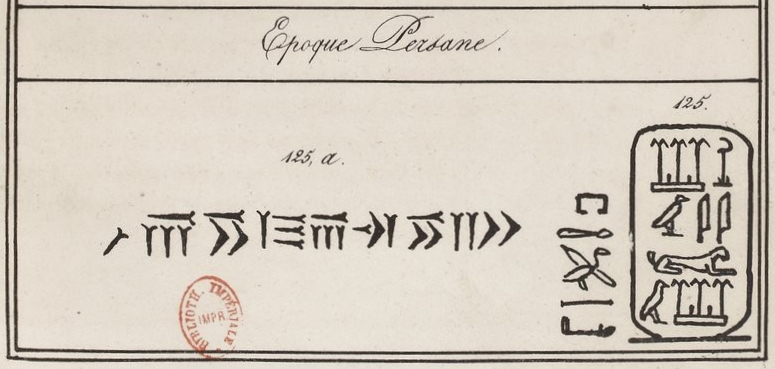
Equivalencia entre los signos jeroglíficos y cuneiformes de "Xerxes", realizados por Champollion, en el Tableau Général des signes et groupes hieroglyphiques. La escritura cuneiforme está invertida, probablemente un error tipográfico.

Champollion se había enfrentado a las dudas de varios estudiosos sobre la existencia de jeroglíficos fonéticos antes de la época de los griegos y los romanos en Egipto, especialmente porque Champollion solo había probado su sistema fonético sobre la base de los nombres de los gobernantes griegos y romanos encontrados en jeroglíficos en monumentos egipcios. Antes de descifrar el vaso de Caylus, no había encontrado ningún nombre extranjero anterior a Alejandro Magno que fuera transliterado a través de jeroglíficos alfabéticos, lo que generó sospechas de que fueron inventados en la época de los griegos y los romanos, y fomentó dudas sobre si fonéticamente. los jeroglíficos podrían aplicarse para descifrar los nombres de los antiguos faraones egipcios. Por primera vez, aquí había un nombre extranjero (" Jerjes el Grande ") transcrito fonéticamente con jeroglíficos egipcios, ya 150 años antes de Alejandro Magno, lo que esencialmente prueba la tesis de Champollion. En su Précis du système hiéroglyphique publicado en 1824, Champollion escribió sobre este descubrimiento: "Así se ha demostrado que los jeroglíficos egipcios incluían signos fonéticos, al menos desde el 460 a. C.".

## Vasijas similares
Existen algunas vasijas de alabastro similares, desde la época de Darío I a la de Jerjes, e incluso algunos gobernantes aqueménidas posteriores, especialmente Artajerjes I.

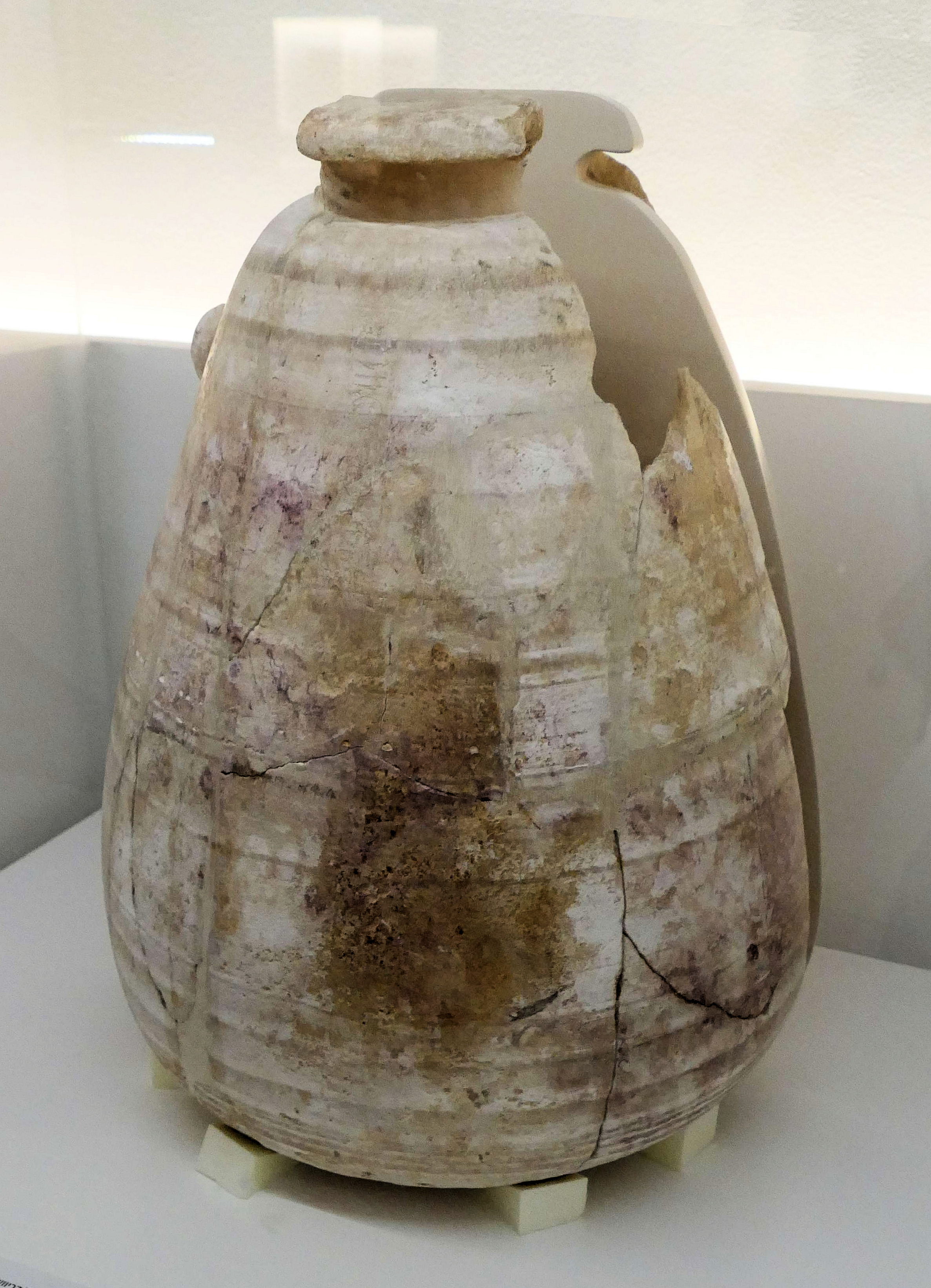
Vasija de alabastro egipcio de Darío I con inscripciones jeroglíficas y cuneiformes cuatrilingües
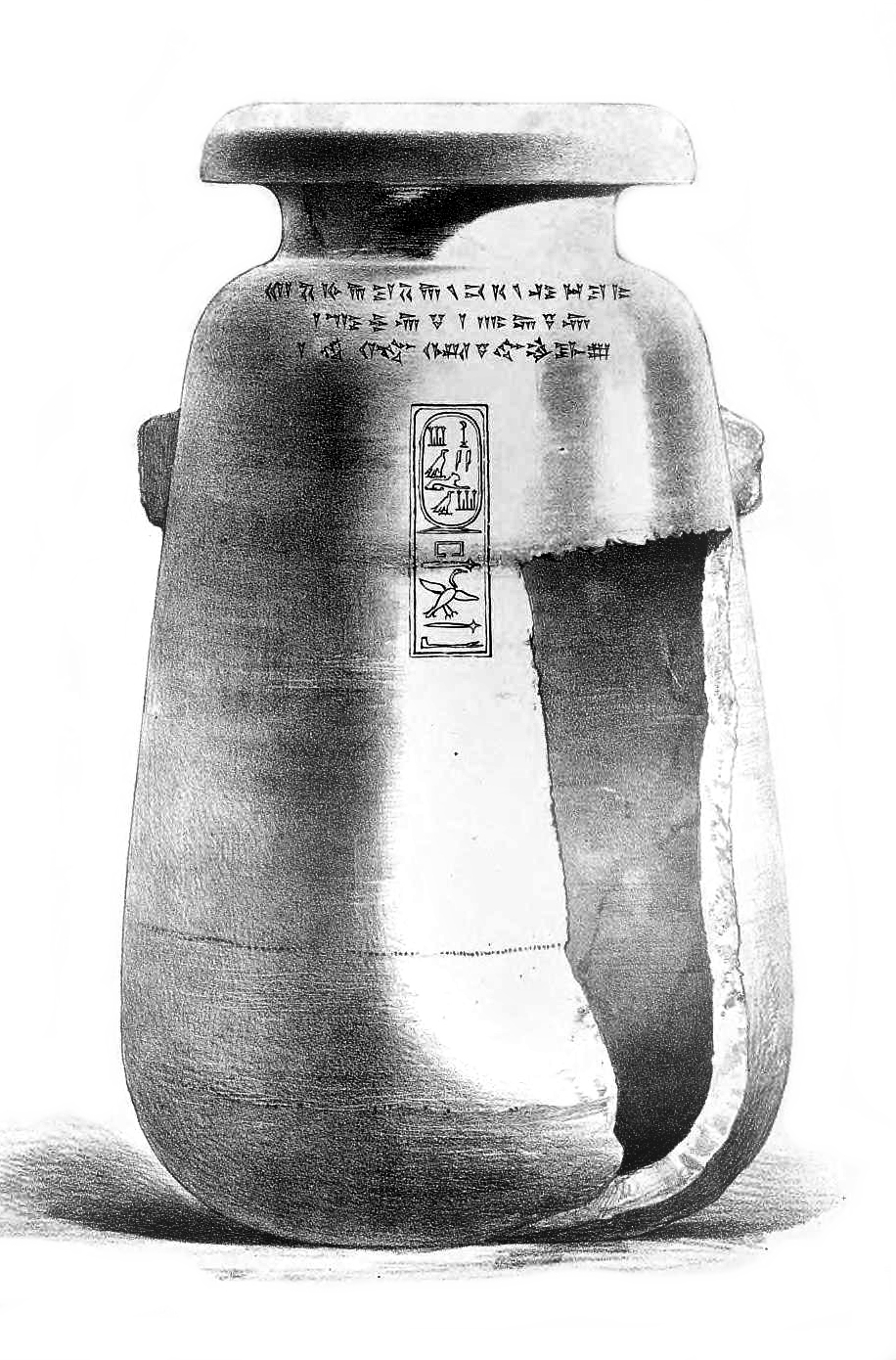
El alabastrón  de Jerjes I del Mausoleo de Halicarnaso, en el momento del descubrimiento en 1857.
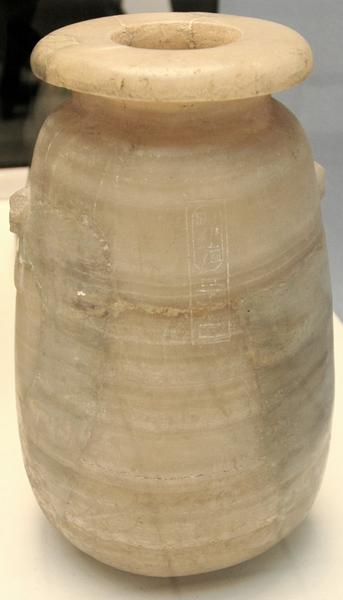
El mismo frasco en el Museo Británico .
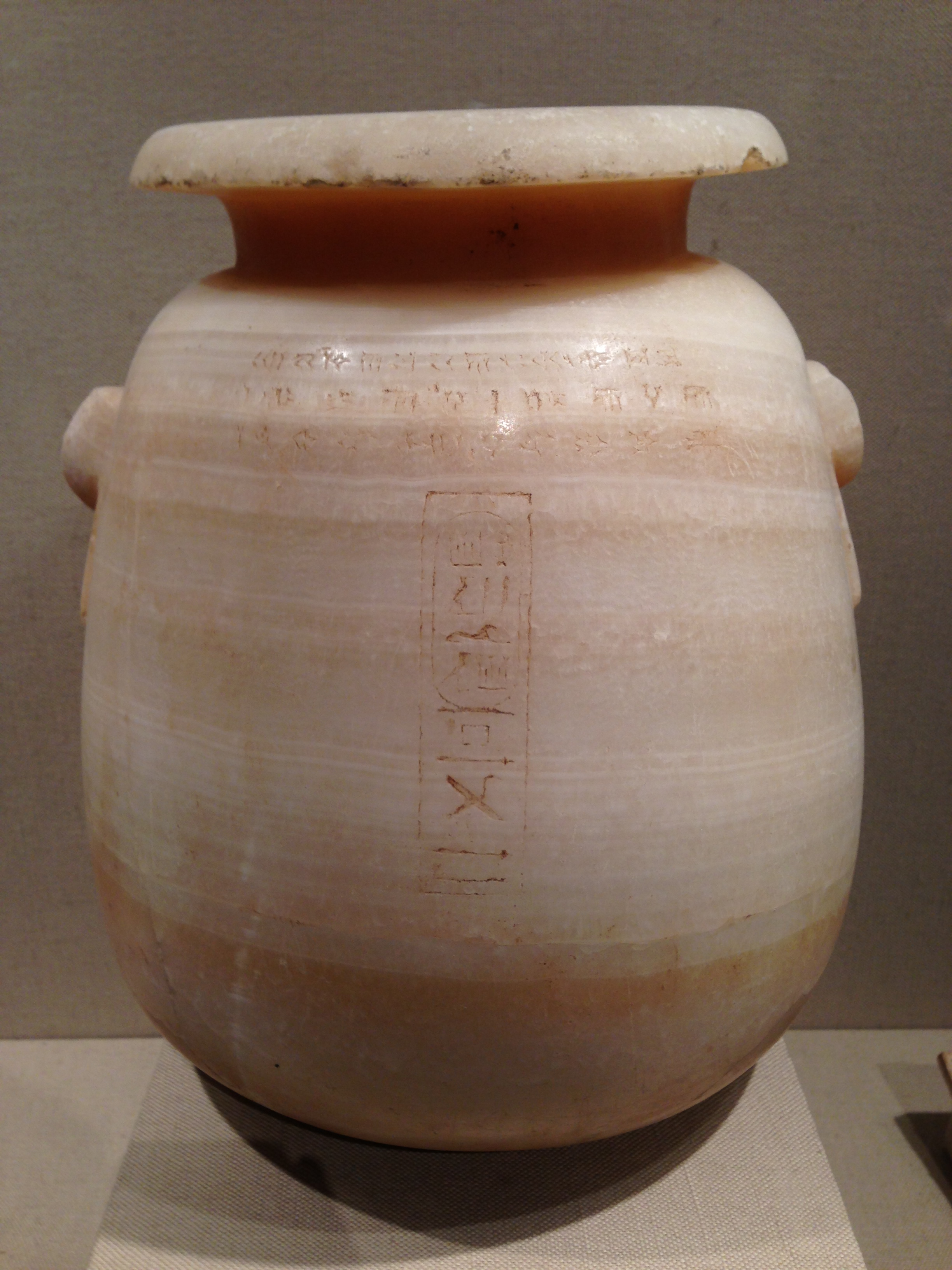
Otra vasija de Jerjes I, en el Museo Metropolitano de Arte .
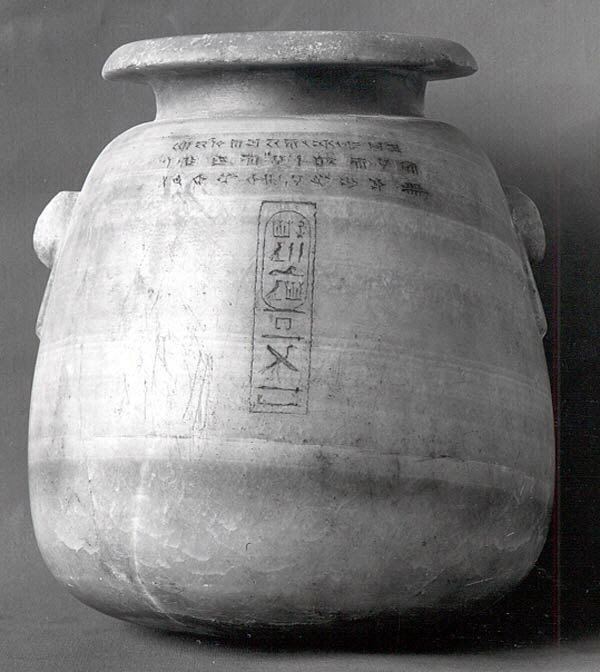
El mismo tarro en fotografía en blanco y negro.
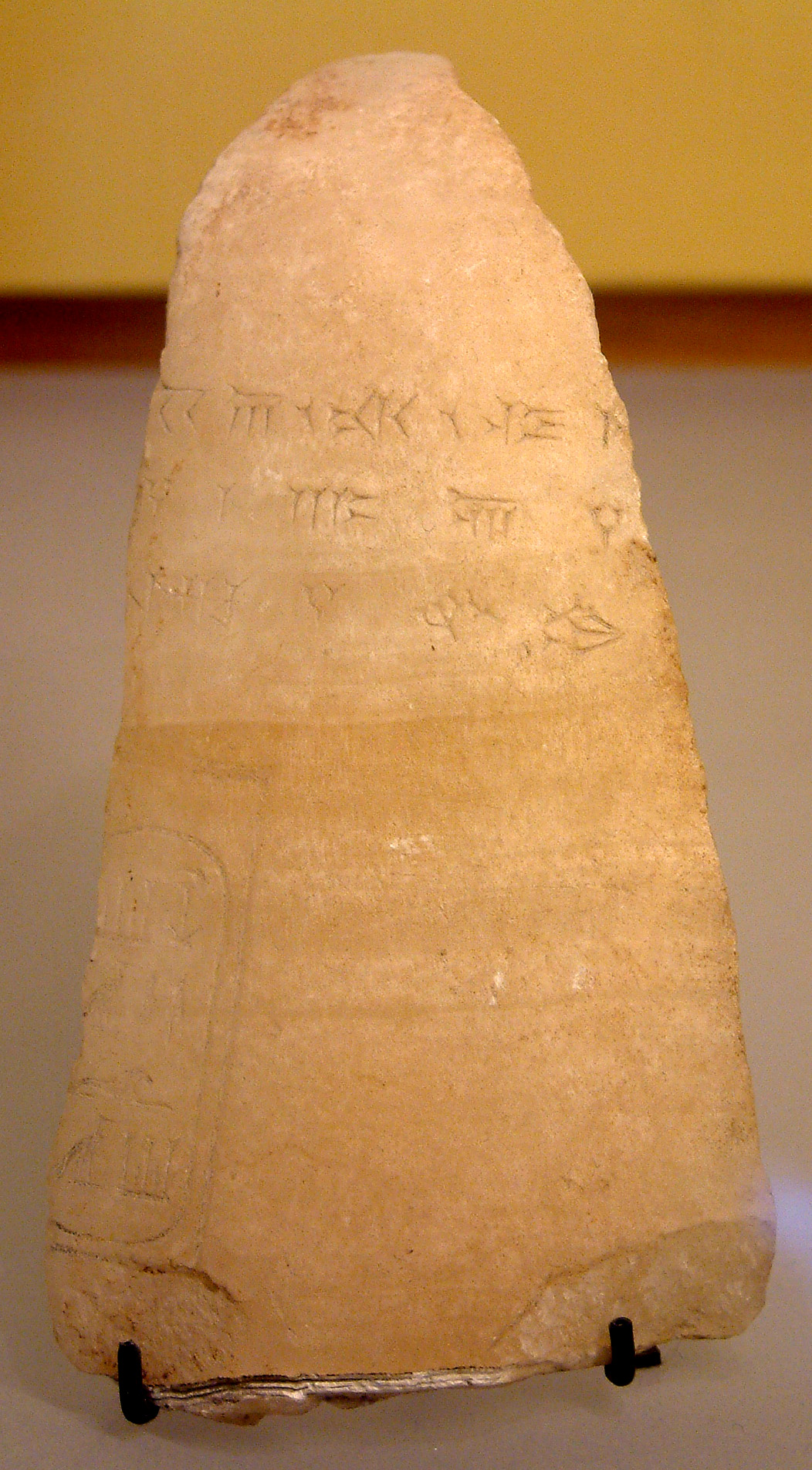
Fragmento de una vasija de Jerjes I. Museo del Louvre
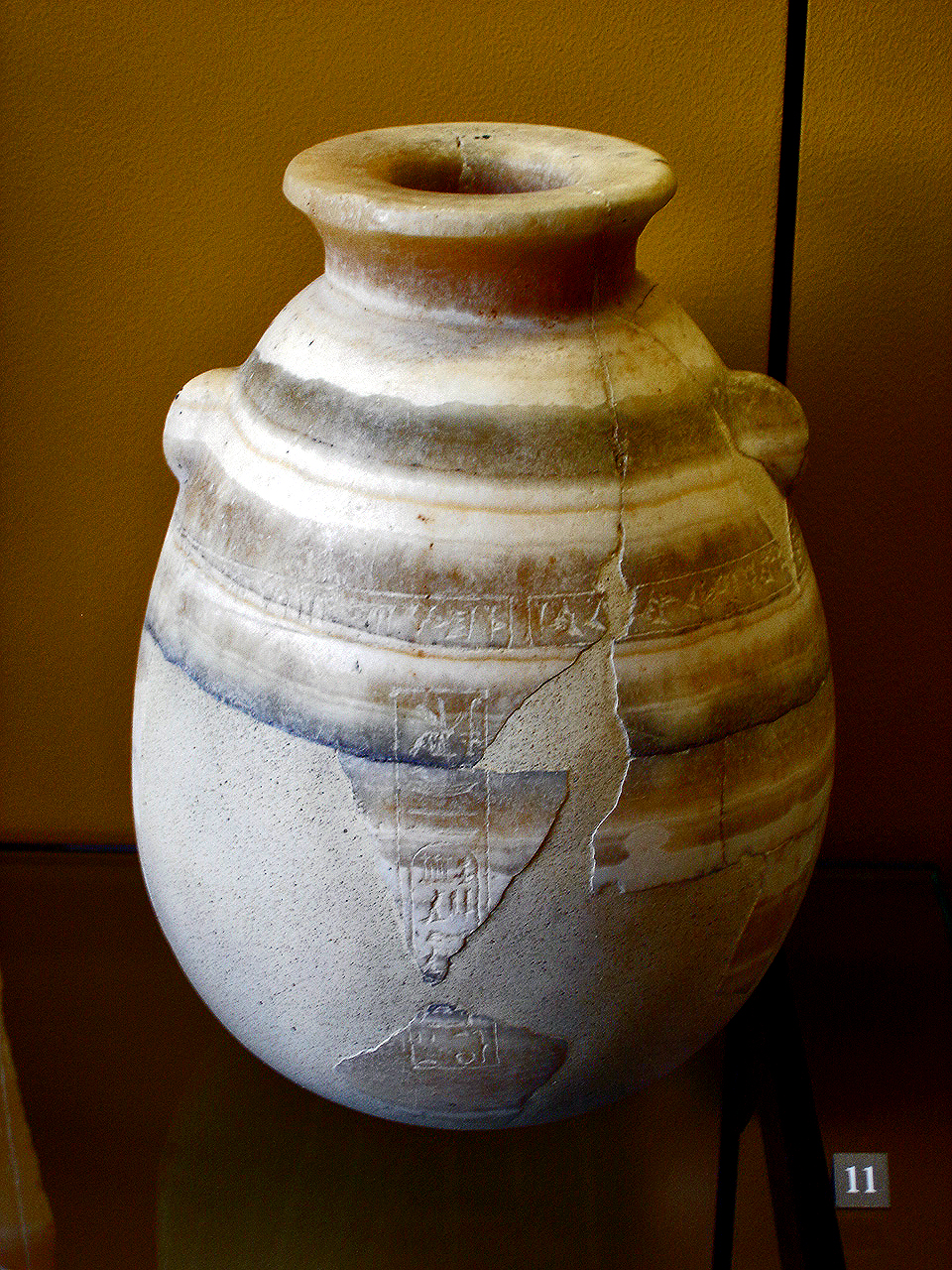
Vaso de Jerjes I, año 2. Museo del Louvre.
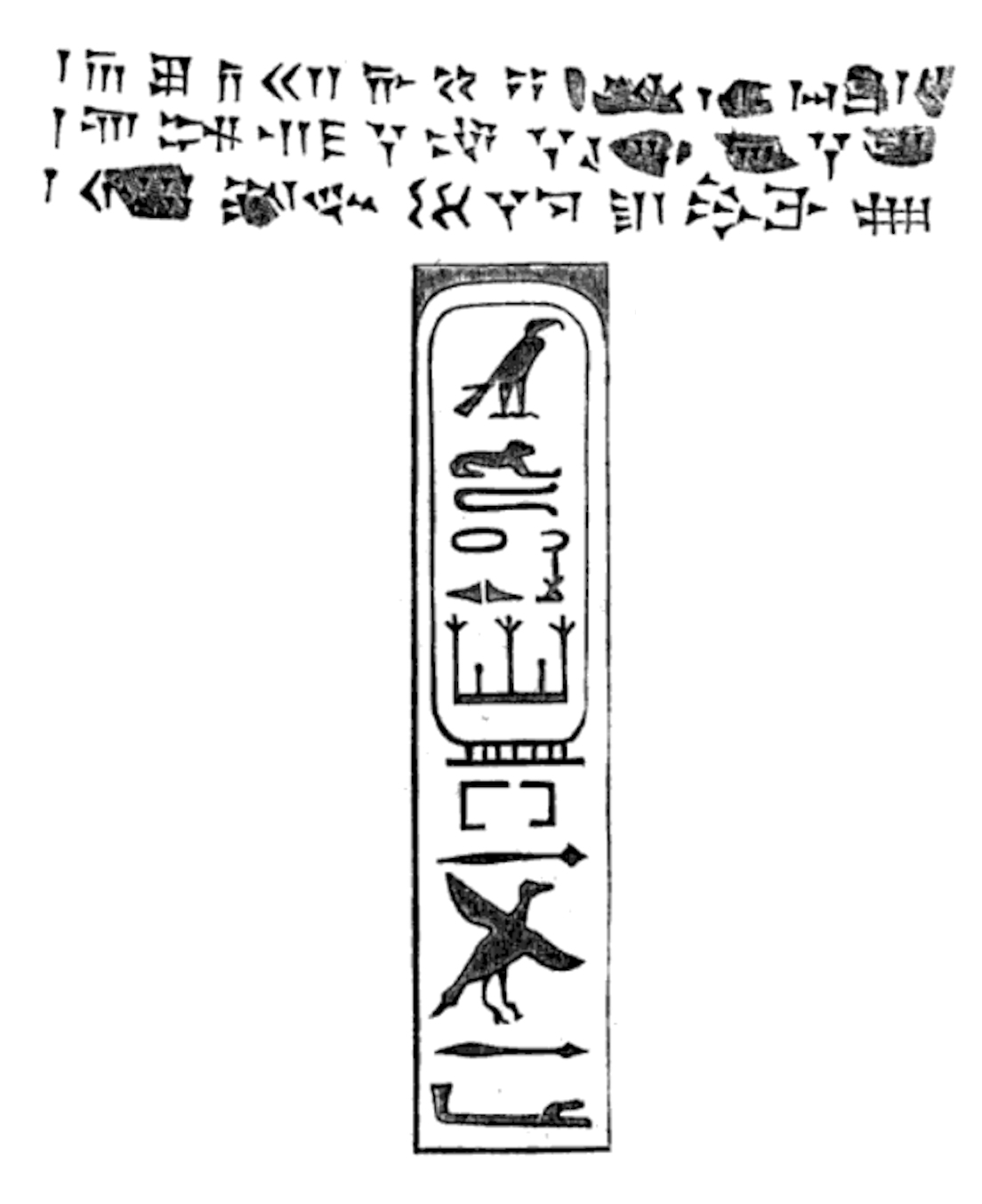
Inscripción cuatrilingüe de Artajerjes I en un vaso de alabastro egipcio.